# Mediu

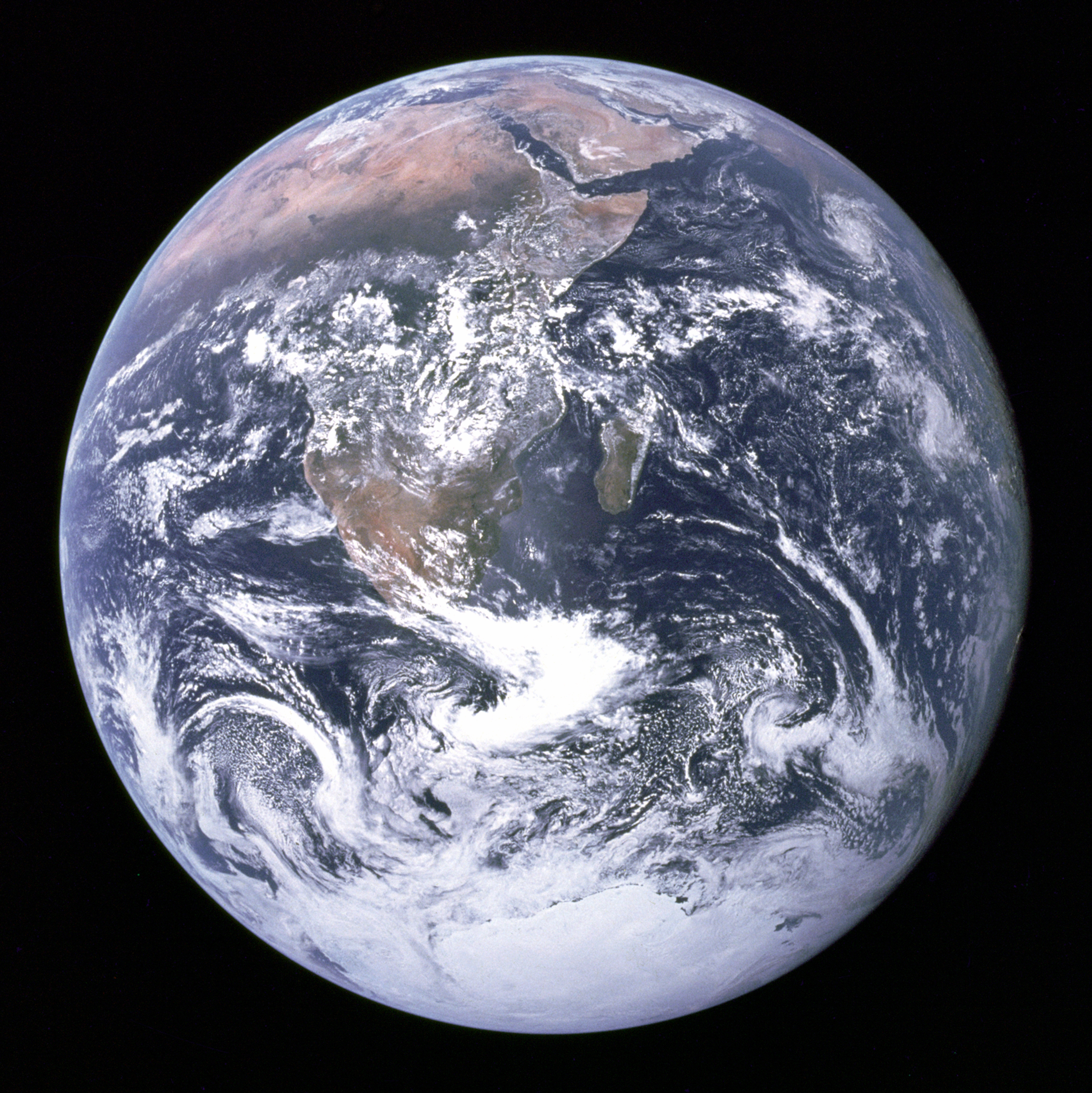
Pământul văzut din cosmos.

Mediul, precizat la nevoie drept mediul înconjurător, mediul ambiant sau și mediul natural, este o noțiune care se referă la totalitatea condițiilor naturale de pe Pământ sau dintr-o regiune a sa, în care evoluează ființele sau lucrurile. Dintre aceste condiții fac parte atmosfera, temperatura, lumina, relieful, apa, solul etc., precum și celelalte ființe vii și lucruri. Mediul are un rol foarte important în procesul evoluției ființelor vii, care, la rândul lor, sunt un factor de transformare a mediului.
Prin extindere, cuvântul se poate referi și la alte corpuri cerești decât Pământul.